# Thürnen
Thürnen is een gemeente en plaats in het Zwitserse kanton Basel-Landschaft, en maakt deel uit van het district Sissach. Thürnen telt 1.345 inwoners.

## Overleden
- Helene Bossert (1907-1999), schrijfster